# 林竜多郎
林 竜多郎（はやし りゅうたろう、1980年11月8日 - ）は、日本の男性声優、俳優。岐阜県出身。オフィス海風所属。また劇団すごろくの俳優でもあった。

## 経歴
中学生時代に音楽の教師に「あなた声がいいからアナウンサーか声優になってみたら？」と言われた事がきっかけで演劇の道に進む。
岐阜県立中津高等学校に進学。演劇部に所属し別役実に傾倒する。大学は獨協大学へ進学。演劇研究会に所属し、在学中は寺山修司、唐十郎らのアングラ演劇に影響を受けた。また4年上の先輩に俳優の山崎樹範がいる。
大学卒業後はシステムエンジニアとして働くも、馬の仕事に興味を持ち、単身北海道へ赴き、吉田牧場 (北海道)に勤務。
その後、俳優への夢を捨てきれず再び上京。劇団すごろくの付属研究所第10期研究生として入団し、2011年劇団員となる。2016年退団。2017年より事務所を有限会社USPからオフィス海風へ移籍。

## 趣味
趣味はギター演奏と競馬。ハードロック、ヘヴィ・メタル、プログレッシヴ・ロックを好む。愛器はジョン・ペトルーシのシグネチュア・モデル。
競馬に関しては後に牧場勤務をするほどで、好きな馬はサマニベッピン、サイレンススズカ。馬券下手のため競馬場へ足を運ぶ時以外は基本的には賭けないという。

## 出演作品

### 舞台

#### 劇団すごろく公演
- 賽の目しだい!!（2011年） - 弥七 役
- 付属研究所第11期卒業公演 アロハ色のヒーロー（2012年） - 東 役
- パラダイスより愛をこめて（2012年） - スカイラーク 役
- 劇団若手公演 寸前家族-クレイジー・イヴ-（2013年） - 父 役
- 酔先生のふで（2013年） - 長兵衛 役
- すごろくフェスティバル 甦れ!ダイスマン!!（2013年） - 長兵衛 役
- 春告鳥（2013年） - 山賀詠太郎 役
- おかげ犬（2014年） - 喜多八 役
- シバラク!再演（2015年） - 楽助 役
- みそとせ!（2015年） - 与平 役
- おちてきたアイツ（2016年） - すずめ 役
- あゝ、義理人城!（2016年） - 松葉 役

#### その他舞台
- Isyo-u 〜耳をすませばラブソングにも聞こえる（森本薫脚本・演劇集団アクト青山・2011年） - 嶺 役
- 三人姉妹（アントン・チェーホフ脚本・演劇集団アクト青山・2012年） - ロデー 役
- 赤毛のアン（L・M・モンゴメリ脚本・劇団エンゼル・2012年） - 駅長 役
- うそつきぴょん吉（劇団エンゼル・2012年） - のろ助 役
- はじめに見えたもの（太田省吾脚本・劇団エンゼル・2012年） - 怖い粉屋のおじさん 役、他

### 映像
- ボディファンドされた女 -復讐-（2011年、横山浩之監督） - 記録魔の男 役
- スッキリ!!（2016年、日本テレビ） - 再現VTR

### ゲーム
- パチプロ風雲録・花 〜消されたライセンス（2012年） - 龍次 役
- パチプロ風雲録・花 〜孤島の勝負師たち（2012年） - 龍次 役
- ブレスオブファイア6（2016年） - イタチ族 役、他

### 吹き替え
- ベルグレービア 秘密だらけの邸宅街（2021年） - オリバー・トレンチャード 役（リチャード・グールディング）[3]

### おもちゃ
- 放課後の怪談シリーズ 恐怖!ドキドキクラッシュ人体模型（2014年）
- 放課後モンスターベガスシリーズ　カプセルをうばえ!モンスターメダルマシーン（2014年）

### パチンコ・スロット
- CR新世紀エヴァンゲリオンシリーズ